# Maximilian von Prittwitz
Maximilian Wilhelm Gustav Moritz von Prittwitz und Gaffron (Bernstadt, 27. studenog 1848. – Berlin, 29. ožujka 1917.) je njemački general i vojni zapovjednik. Tijekom prvog mjeseca Prvog svjetskog rata zapovijedao je 8. armijom na Istočnom bojištu.

## Obitelj
Maxmilian von Prittwitz je rođen 27. studenog 1848. u Bernstadu (danas Bierutow u Poljskoj) u šleskoj aristokratskoj obitelji. Njegov otac Gustav von Prittwitz bio je general u pruskoj vojsci, dok mu je majka bila Elizabeth von Klass. U svibnju 1874. Prittwitz je sklopio brak s Olgom von Dewitz koja je bila kćer pruskog zemljoposjednika Kurta von Dewitza i njegove žene Euphemije rođene von der Groeben. Njihov jedini sin Erdmann von Prittwitz poginuo je tijekom Prvog svjetskog rata 23. svibnja 1918. godine.

## Vojna karijera
Prittwitz je pohađao Gimanziju u Oelsu, nakon čega u travnju 1866. stupa u prusku vojsku služeći u 3. gardijskoj grenadirskoj pukovniji u Berlinu. Te iste godine sudjeluje u Austrijsko-pruskom ratu gdje se bori u Bitci kod Königgrätza i Bitci kod Trautenaua. Po završetku rata služi u 1. šleskoj streljačkoj pukovniji "Feldmaršal Graf Moltke" smještenoj u Breslauu. Pohađa Ratnu školu u Potsdamu, nakon čega od lipnja 1870. služi u tvrđavi Königstein. Sudjeluje u Prusko-francuskom ratu i to u borbama oko Pariza i Toula, u kojem je i odlikovan Željeznim križem. Po završetku rata, od listopada 1873. pohađa Prusku vojnu akademiju, a istodobno, od listopada 1874., služi u 2. šleskoj streljačkoj bojnoj u Oelsu. U veljači 1875. promaknut je u čin poručnika. Školovanje na akademiji završava u srpnju 1876. nakon čega je raspoređen na službu u Glavni stožer u Berlinu. U travnju 1879. unaprijeđen je u čin satnika, da bi od ožujka 1881. služio u stožeru VI. korpusa u Breslauu. Od rujna 1882. nalazi se na službi u 12. pješačkoj diviziji, nakon čega je u prosincu 1885. bio premješten u 76. pješačku pukovniju smještenu u Hamburgu u kojoj zapovijeda 5. satnijom. U listopadu 1886. služi u stožeru 6. pješačke divizije gdje služio do studenog 1888. kada je premješten na službu u tvrđavu Königsberg. U međuvremenu je, u studenom 1886., promaknut u čin bojnika. 
U prosincu 1890. premješten je na službu u 6. istočnoprusku pukovniju "Vojvoda Karl von Mecklenburg" u Königsberg gdje zapovijeda bojnom. U siječnju 1892. unaprijeđen je u čin potpukovnika, nakon čega je u prosincu te iste godine imenovan načelnikom stožera IX. korpusa. U rujnu 1894. promaknut je u čin pukovnika, da bi potom, u siječnju 1896., postao zapovjednikom 1. zapadnopruske grenadirske pukovnije "Grof Kleist von Nollendorf" smještene u Posenu. Nakon toga, u prosincu 1897., imenovan je zapovjednikom 20. pješačke brigade također smještene u Posenu, da bi u lipnju iduće, 1898. godine, bio unaprijeđen u čin general bojnika. Dužnost zapovjednika 20. pješačke brigade obnaša do svibnja 1901. kada preuzima zapovjedništvo nad 8. pješačkom divizijom koja je imala sjedište u Halleu. Istodobno s tim imenovanjem promaknut je u čin general poručnika. U travnju 1906. imenovan je zapovjednikom XVI. korpusa koji je imao sjedište u Metzu koji je tada bio u sastavu Njemačkog Carstva. Istodobno je promaknut i u viši čin generala pješaštva. Navedenu dužnost obnaša do travnja 1913. kada je imenovan zapovjednikom I. vojnog okruga koji je imao sjedište u Danzigu. Dva mjeseca poslije tog imenovanja, u lipnju 1913., unaprijeđen je u čin general pukovnika.

## Prvi svjetski rat
Na početku Prvog svjetskog rata Prittwitz postaje zapovjednikom 8. armije koja se jedina, za razliku od ostalih njemačkih armija, nalazila na Istočnom bojištu. Mnogi smatraju da je Prittwitz zapovjedništvo nad 8. armijom dobio, ne zbog svojih vojnih sposobnosti, već zbog svojih veza s njemačkim dvorom. Povjerenje u njega kao zapovjednika nisu imali niti načelnik Glavnog stožera Helmuth von Moltke, niti ministar rata Erich von Falkenhayn.
Njemačka 8. armija se na početku rata sastojala od četiri korpusa i to I. korpusa kojim je zapovijedao general Hermann von Francois, XVII. korpusa kojim je zapovijedao general August von Mackensen, XX. korpusa kojim je zapovijedao general Friedrich von Scholtz, te I. pričuvnog korpusa kojim je zapovijedao general Otto von Below. Nasuprot 8. armiji stajale su ruska 1. armija pod zapovjedništvom generala Paula Rennenkampfa i ruska 2. armija pod zapovjedništvom Aleksandra Samsonova koje su u odnosu na njemačku 8. armiju bile brojčano nadmoćne, ali su imale problema s opremom i opskrbom.
Prittwitzove naredbe bile su jasne. Njegova 8. armija trebala je zauzeti i držati položaje u Istočnoj Pruskoj, te ne poduzimati bilo kakve ofenzivne akcije, dok se ne ostvari pobjeda protiv Francuza na Zapadnom bojištu. Ako se ne bi mogao izdržati ruski pritisak Prittwitz je bio ovlašten da se povuče do rijeke Visle.
Zapovjednik I. korpusa Hermann von Francois je 17. kolovoza 1914. godine usprkos ruskoj brojčanoj nadmoći i protivno naređenjima napao Rennnenkampfovu 1. armiju, te joj u Bitci kod Stallupönena nanio gubitke od 5.000 mrtvih i ranjenih, te 3.000 zarobljenih. Ohrabren tim uspjehom Francois je uspio nagovoriti Prittwitza da protivno naredbama Glavnog stožera poduzme novi napad, dok se ruska 2. armija još nalazila na jugu. Prittwitz je 19. kolovoza 1914. naredio napad, ali su brojčano nadmoćne ruske snage podržane topništvom u Bitci kod Gumbinnena njemačkim snagama nanijele poraz, te ih prisilile na povlačenje. Usto i ruska 2. armija generala Samsonova je zaprijetila njemačkoj armiji s juga, te je postojala opasnost da 8. armija bude okružena.
Prittwitz je 20. kolovoza naredio povlačenje, te je istog dana izvijestio načelnika Glavnog stožera Helmutha von Moltkea da je situacija kritična i da će morati narediti povlačenje sve do rijeke Visle. Time bi bila napuštena cijela Istočna Pruska što je njemačkom Glavnom stožeru, u kojem je velik dio časnika bio upravo iz Istočne Pruske, bilo neprihvatljivo. Pukovnik Max Hoffmann, zamjenik načelnika stožera 8. armije, uspio je već sljedeći dan uvjeriti Prittwitza da povuče naredbu o povlačenju. Međutim, za sudbinu Prittwitza to je bilo prekasno. Moltke pod utjecajem Prittwitzove panike, bojavši se da bi zbog ruskog napredovanja mogao biti ugrožen i sam Berlin, trenutno je smijenio Prittwitza i njegovog načelnika stožera general poručnika grofa Georga von Walderseea. Prittwitza je na mjestu zapovjednika 8. armije zamijenio general pukovnik Paul von Hindenburg, dok je Walderseea na mjestu načelnika stožera 8. armije zamijenio general bojnik Erich Ludendorff koji se već tada istaknuo u borbama na Zapadnom bojištu.

## Smrt
Nakon što je smijenjen s mjesta zapovjednika 8. armije Prittwitz je pokušao opravdati svoje postupanje koje je dovelo do poraza i njegovog smjenjivanja, ali u tom nije uspio. Iduće tri godine živio je u Berlinu.  Preminuo je od srčanog udara 29. ožujka 1917. godine u 69. godini života u Berlinu, te je pokopan na berlinskom groblju Invalidenfriedhof.